# DECO Simple 156
DECO Simple 156 es una Placa de arcade creada por Data East destinado a los salones arcade.

## Descripción
El DECO MLC System fue lanzado por Data East en 1994
El sistema tenía un procesador ARM trabajando a 28 MHz, para el audio están destinados dos OKI6295 con una frecuencia de 1.006875 MHz.
En esta placa funcionaron 3 títulos creados por Data East y 3 títulos por parte de Mitchell: Charlie Ninja, Ganbare! Gonta!! 2 / Party Time: Gonta the Diver II, Joe & Mac Returns, Magical Drop / Chain Reaction, Magical Drop Plus 1 y Osman / Cannon Dancer.

## Especificaciones técnicas

### Procesador
- ARM trabajando a 28 MHz

### Audio
- Chip de sonido :
  - 2x OKI6295 funcionando a 1,006875 MHz

## Lista de videojuegos
- Charlie Ninja
- Ganbare! Gonta!! 2 / Party Time: Gonta the Diver II
- Joe & Mac Returns
- Magical Drop / Chain Reaction
- Magical Drop Plus 1
- Osman / Cannon Dancer